# Kirche des heiligen Prokop (Hamburg)

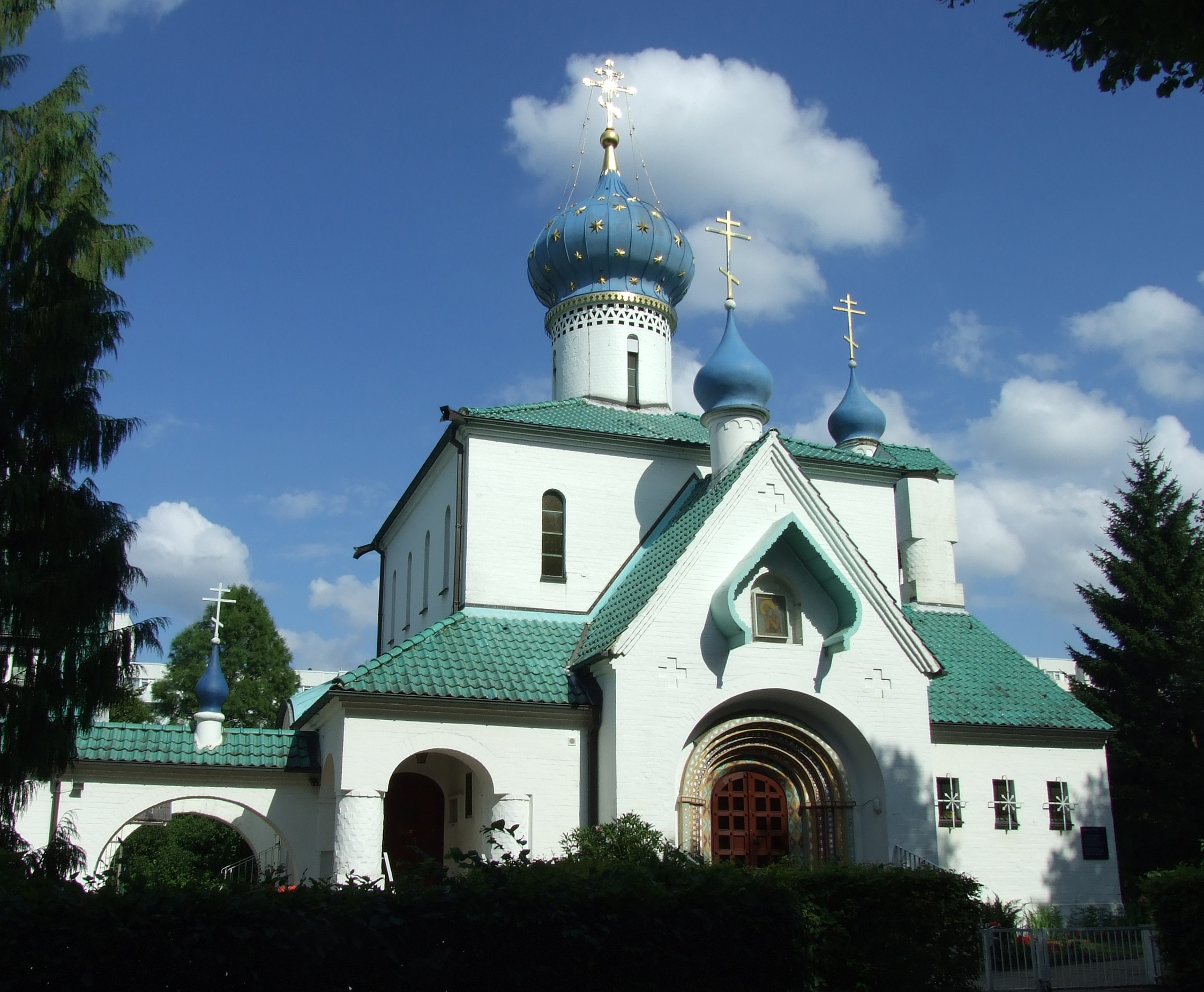
Prokopkirche in Hamburg, 2010

Die Kirche des heiligen Prokop ist eine Russische Orthodoxe Kirche im Ausland in Hamburg-Stellingen (Bezirk Eimsbüttel). Ab 1961 erbaut wurde sie 1965 dem Heiligen Prokop († 1303 in Weliki Ustjug) geweiht, einem in Lübeck geborenen Kaufmann, der am Peterhof in Nowgorod nach seinem Übertritt zum russisch-orthodoxen Glauben 1300 seinem bisherigen Wohlstand vollständig entsagte, indem er sein Vermögen an die Armen verteilte und als Jurodiwy („Narr in Christo“) lebte.

## Geschichte
Am 2. Januar 1902 wurde in einem Wohnhaus in Harvestehude eine Kapelle dem Nikolaus von Myra geweiht und diente den in Hamburg ansässigen russisch-orthodoxen Geschäftsleuten als Andachtsraum. Diese Kapelle wurde bis etwa 1990 genutzt, zuletzt nur noch an den Feiertagen des Nikolaus von Myra am 9. Mai und 6. Dezember.
Nach den Weltkriegen strandeten viele Flüchtlinge mit russisch-orthodoxem Glauben in der Hafenstadt Hamburg. Nach dem Zweiten Weltkrieg wurde der Gemeinde von der britischen Militärverwaltung ein Grundstück mit Haus und Baracke am naheliegenden Harvestehuder Weg zur Verfügung gestellt. Im Haus wurde die Administration der russischen Gemeinde der britischen Zone untergebracht, während die Baracke zur ersten Hamburger Prokopkirche wurde. 1953 übersiedelte der Erzbischof Filofej nach Hamburg. Als Sitz des Bischofs wurde St. Prokop damit zur Kathedralkirche.
Als das Grundstück am Mittelweg für den Bau einer Schule benötigt wurde, erhielt die Gemeinde zum Ausgleich Bauland in Hamburg-Stellingen, im V-förmigen Winkel zwischen Hagenbeckstraße und Lenzweg. Dort wurde von 1961 bis 1965 von den Architekten Alexander S. Nürnberg und A. N. Serow die neue Prokopkirche im traditionellen russischen Stil erbaut, mit einem Gemeindehaus an der Nordseite. 1965 erfolgte die Weihe. 
Für die Hitsingle Moscow der Hamburger Gruppe Wonderland wurde 1968 auf dem Gehweg der Hagenbeckstraße an der Südwestseite der Kirche das zugehörige Musikvideo gedreht, zudem wurden Fotos für das Plattencover usw. mit den malerischen blauen Zwiebeltürmen der Kirche als Hintergrund aufgenommen. 
Nach umfangreichen Restaurierungsarbeiten an Kuppeln und Fresken wurde 1994 die zu der Zeit erst 30 Jahre alte Kirche unter Denkmalschutz gestellt.

## Architektur und Ausstattung
Die Architekten haben mit ihrem Entwurf an den Nowgoroder Kirchenbaustil angeknüpft. Der Grundriss der Kirche ist quadratisch mit einer Apsis an der Ostseite. Der Innenraum ist traditionell gestaltet. Wände und Decken sind mit Fresken des Malers Baron Nikolaj Bogdanovič von Meyendorff bedeckt.
1996 erhielt die Kirche neun neue Glocken. Diese wurden speziell für die Kirche in der Oblast Jaroslawl in Russland angefertigt und ersetzten das provisorische Geläut aus vier gespendeten Glocken.
Die sowohl 1968 als auch 2016 an der Hagenbeckstraße bestehende kleine Hecke ist vor Oktober 2022 durch einen soliden Metallzaun ersetzt worden. Am Westportal wurde ein Windfang (Architektur) oder Vorhäuschen angebaut.

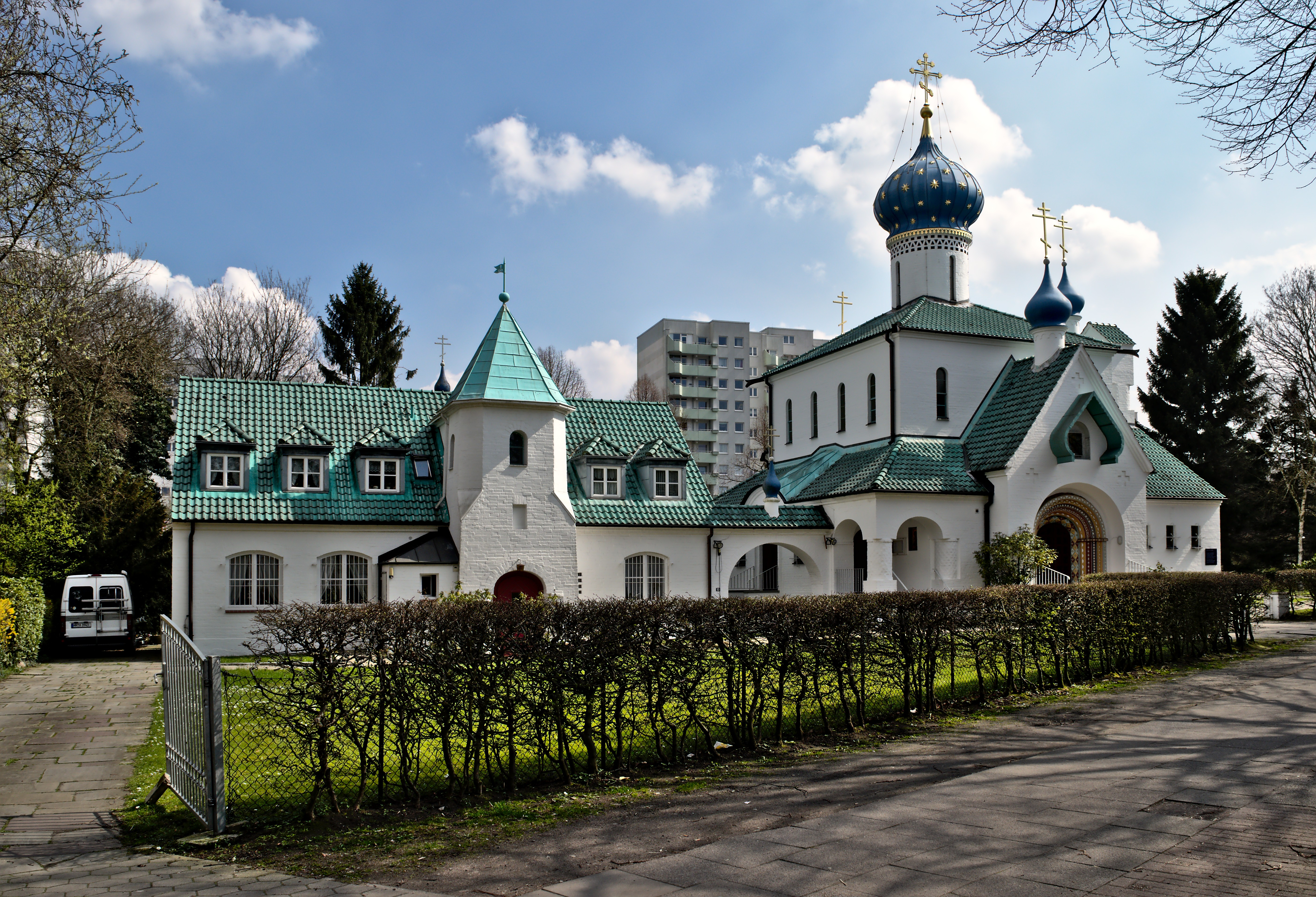
Westseite von Gemeindehaus und Kirche, 2016
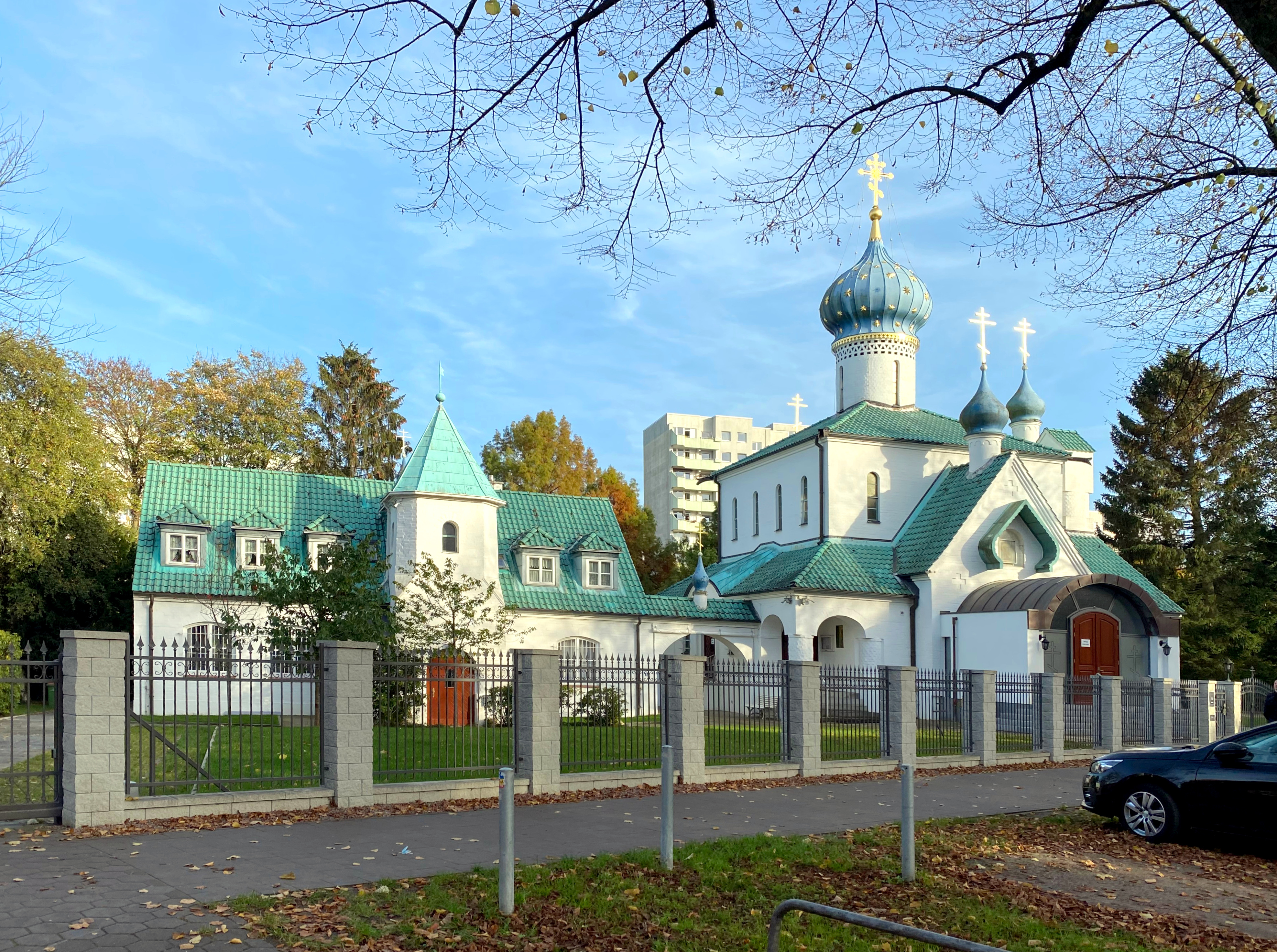
Kirche nun mit Windfang, 2022
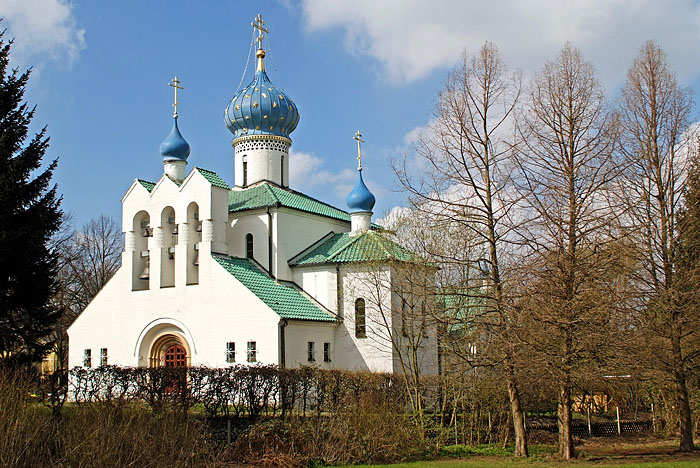
Glockenturm als Südseite, Apsis im Osten
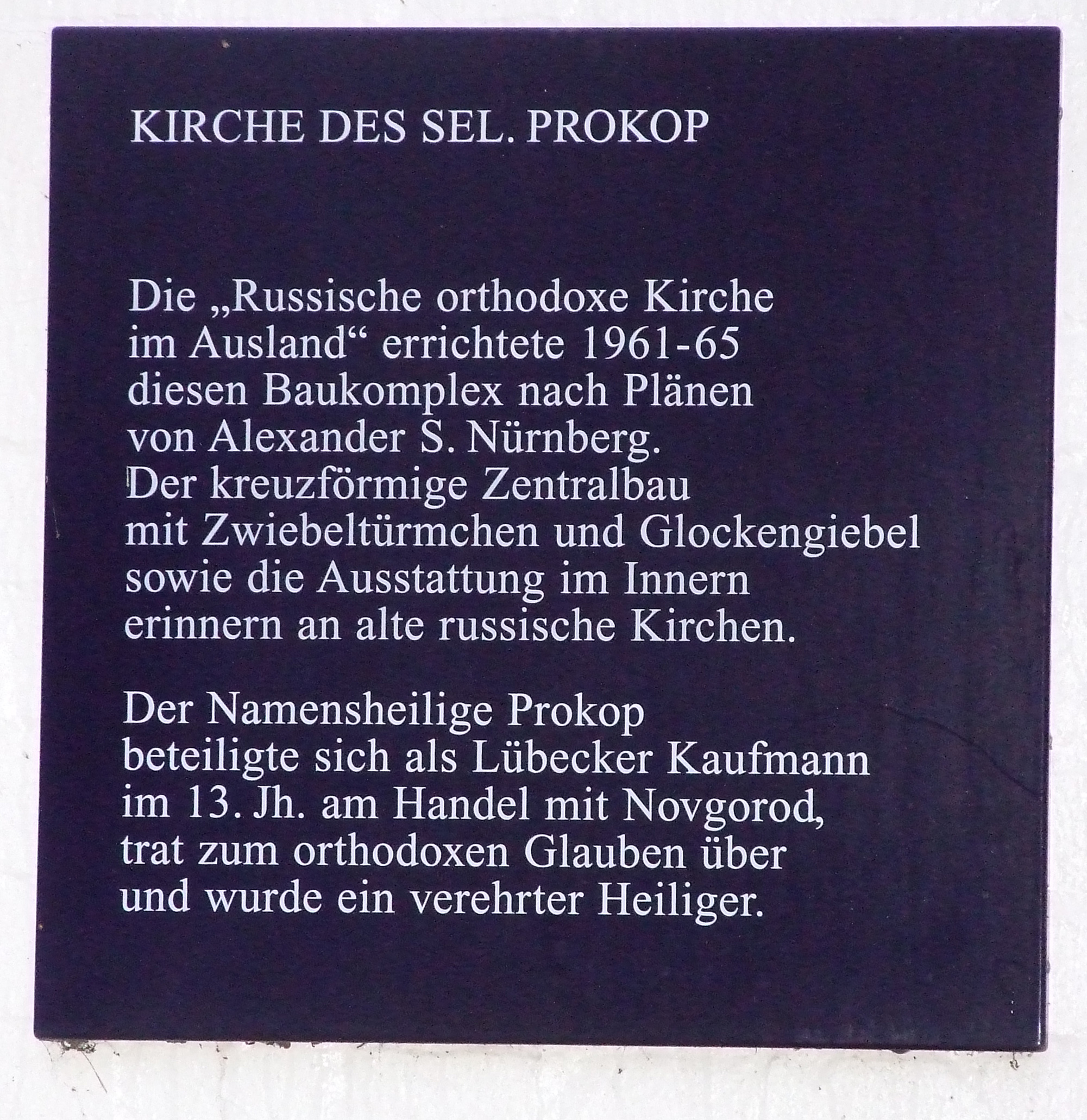
Plakette an der Kirche
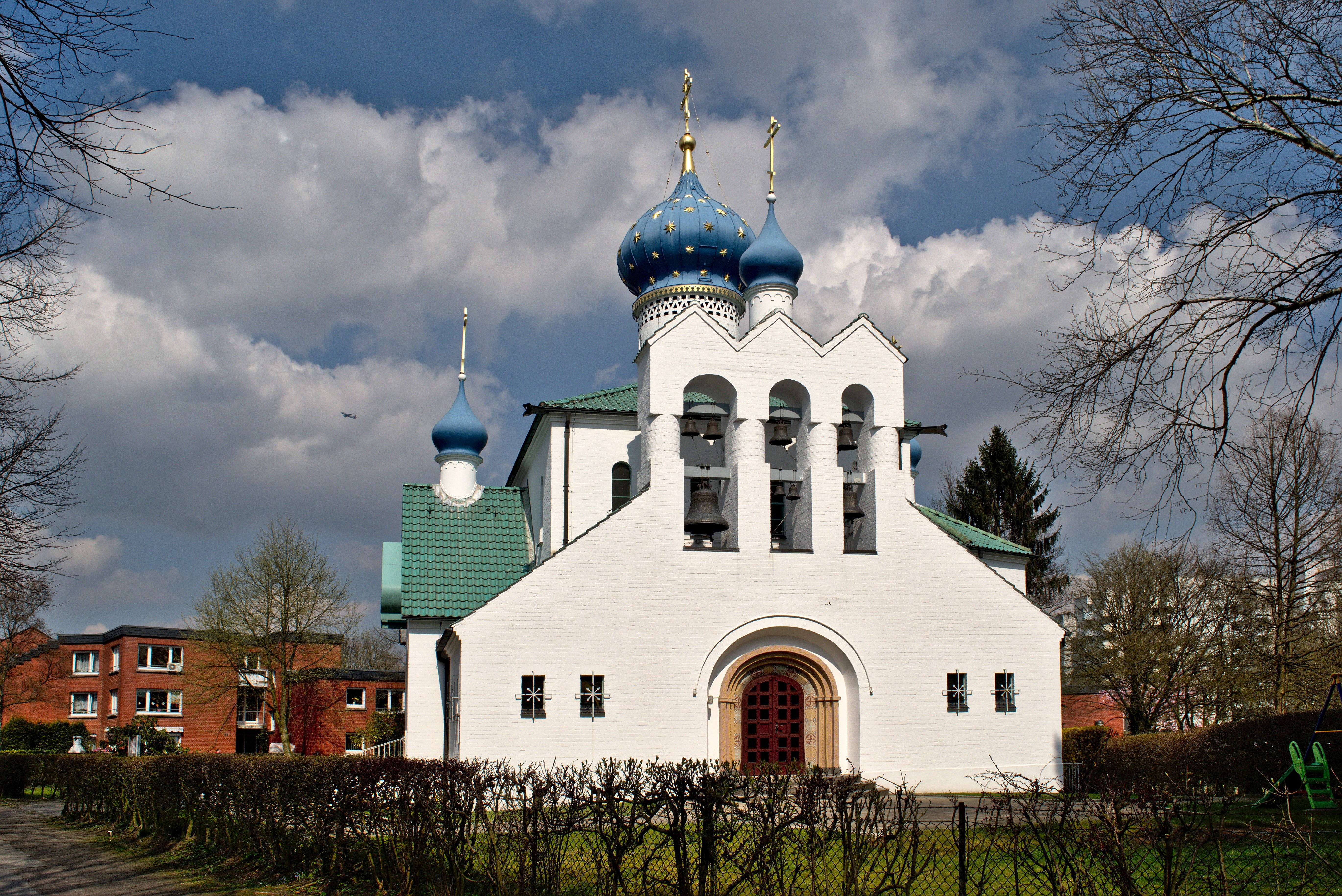
Südwestansicht, 2016